# هربرت إل. كلارك
هربرت إل. كلارك (بالإنجليزية: Herbert L. Clarke)‏ هو قائد فرقة ‏ وملحن أمريكي، ولد في 12 سبتمبر 1867 في ووبرن في الولايات المتحدة، وتوفي في 30 يناير 1945.

## وصلات خارجية
- هربرت إل. كلارك على موقع IMDb (الإنجليزية)
- هربرت إل. كلارك على موقع ميوزك برينز (الإنجليزية)
- هربرت إل. كلارك على موقع ديسكوغز (الإنجليزية)